# CSF Speranța Nisporeni
CSF Speranța Nisporeni (celým názvem Clubul Sportiv de Fotbal Speranța Nisporeni) je moldavský fotbalový klub z města Nisporeni založený roku 1991. Letopočet založení je i v klubovém emblému. Domácím hřištěm klubu je Stadionul Nisporeni s kapacitou 2 500 míst.
V sezóně 2015/16 hraje nejvyšší moldavskou ligu Divizia Națională.